# Râul Săcrieș
Râul Săcrieș sau Râul Putna este un curs de apă, afluent al râului Moldovița.

## Hărți
- Harta județului Suceava